# Tibor Cselkó
Tibor Cselkó (nacido el 8 de mayo de 1931 en Budapest, Hungría) es un exjugador húngaro de baloncesto. Consiguió 2 medallas en competiciones internacionales con Hungría. 